# Lago Southern Indian
El lago Southern Indian (en inglés: Southern Indian Lake, literalmente lago de los indios meridionales) es un lago canadiense localizado en el curso medio del río Churchill, en el norte de la provincia de Manitoba. El lago tiene una superficie de 2200 km², siendo, por superficie, el 5.º lago más grande de la provincia, el 21.º de Canadá y el 63.º del mundo.
El lago tiene una costa compleja con muchas islas, largas penínsulas y profundas bahías.  Se encuentra cerca de la reserva cree de South Indian Lake que cuenta con unos 800 habitantes. Los cree llaman al lago missi sakahigan,  que significa «gran lago».
El lago se encuentra en una región de bosque boreal compuesta principalmente de pino de Banks, abeto y alerce oriental.
El lago aparece especialmente en el mapa de 1814 del agrimensor y comerciante de pieles Peter Fidler.